# Rithy Panh
Pour les articles homonymes, voir Panh.
Rithy Panh (en khmer : ប៉ាន់ រិទ្ធី), né le 18 avril 1964 à Phnom Penh au Cambodge, est un réalisateur, producteur de cinéma, scénariste, monteur, acteur et écrivain franco-cambodgien.
La plus grande partie de sa carrière est consacrée au traumatisme et au travail de deuil à la suite des horreurs commises par le régime des Khmers rouges entre 1975 et 1979.

## Biographie

### Famille et jeunesse
Son père, fils de cultivateur, est un ancien instituteur devenu inspecteur d’école primaire.
En 1975, le jeune Rithy Panh a tout juste onze ans quand les Khmers rouges prennent le pouvoir au Cambodge. Suivent presque quatre ans d'un régime sanguinaire où toute la population est envoyée dans des camps de travail. Durant ces années, où il perd ses parents et une partie de sa famille, l'adolescent est témoin des pires atrocités.

### Fuite et exil en France
En 1979, il parvient à rejoindre le camp de Mairut en Thaïlande ; il arrive en France en 1980.

#### Débuts dans le cinéma
Après une période durant laquelle il rejette tout ce qui pourrait lui rappeler le cauchemar dont il s'est échappé, jusqu’à la langue khmère, il décide de se consacrer à un travail de mémoire à travers le cinéma. Il abandonne alors ses études de menuiserie et entre à l’IDHEC, dont il sort diplômé en 1988.

#### Réalisations
Son premier documentaire, Site 2, traite déjà du Cambodge, et plus particulièrement des camps de réfugiés en Thaïlande. Le succès de cette première œuvre lui ouvre les portes de certains commanditaires au rang desquels la chaîne de télévision franco-allemande Arte ou le groupe Canal+.
En 1995, il est nommé coresponsable de l’Atelier Varan au Cambodge en vue de former de jeunes cinéastes aux documentaires.
En 1996, il est lauréat de l'aide à la création de la Fondation Gan pour le cinéma.
Après d'autres documentaires, eux aussi pour la plupart consacrés à son pays d’origine, il se fait connaître d’un public averti grâce à son premier long métrage de fiction, Les Gens de la rizière, coécrit avec Ève Deboise. C'est aussi le premier film cambodgien jamais présenté au festival de Cannes, en compétition.
Suivent de nouvelles œuvres qui toutes ont pour toile de fond un Cambodge qui a du mal à panser ses plaies et où Rithy Panh montre son talent à immortaliser des tranches de vies dans lesquelles les protagonistes donnent l’impression de se livrer tout en oubliant la caméra.
Une nouvelle étape dans la notoriété est franchie avec la sortie, en 2002 de S21, la machine de mort Khmère rouge. Présenté hors compétition au festival de Cannes, le film traite du devoir de mémoire à une époque où le processus de mise en place des chambres extraordinaires au sein des tribunaux cambodgiens est enlisé dans des disputes entre le gouvernement cambodgien et l’Organisation des Nations unies,,.
Suivent Les Artistes du théâtre brûlé, un documentaire lui aussi présenté hors compétition à Cannes, qui traite de la difficulté qu’ont les artistes pour trouver leur place dans la société cambodgienne d’aujourd’hui, puis Le papier ne peut pas envelopper la braise, qui montre le sort cruel des prostituées de Phnom Penh.

#### Consécration
En 2006, il reçoit un prix pour l'ensemble de son œuvre décerné par la Scam.
Il se lance ensuite dans un nouveau genre cinématographique avec l’adaptation du roman de Marguerite Duras, Un barrage contre le Pacifique avec notamment Isabelle Huppert.
En 2013, il reçoit le prix Un certain regard au 66e festival de Cannes pour L'Image manquante, qui est ensuite récompensé par le prix du meilleur documentaire (ex æquo) à la 21e cérémonie des prix Lumière 2016 et, enfin, le Trophée francophone de la contribution technique pour les décors[réf. souhaitée]. Le film est par ailleurs sélectionné dans divers grands festivals américains et européens, nommé à l'Oscar du meilleur film étranger et fait partie de la sélection officielle au FIFDH de Genève 2014.
Exil sort en 2016, qui revient sur le difficile travail de deuil des survivants de la dictature khmère rouge et tente de représenter l'image des défunts. Le film est marqué par l'évocation de la solitude des exilés, perdus entre deuils, souvenirs et décalage géographique.
L'année suivante, en collaboration avec le compositeur cambodgien Him Sophy, et à la demande de l'ONG Cambodian Living Arts basée à Phnom Penh, il crée le spectacle symphonique Bangsokol, un requiem pour le Cambodge, qui est présenté à Melbourne en 2017 et à Paris en 2018.
En 2018, le documentaire Les Tombeaux sans noms évoque le besoin d'offrir une sépulture aux défunts du régime khmer. À travers de nouveaux témoignages, mais aussi d'incantations[Quoi ?], le réalisateur continue son chemin vers l'apaisement en rendant hommage aux disparus.
En 2024 est présenté à Cannes Rendez-vous avec Pol Pot qui, par un mélange de fiction, d'images d'archives et de cinéma d'animation, revient sur les années noires du régime des Khmers rouges et de leur chef.

#### Producteur
Depuis le début des années 2000, Rithy Panh participe à la production d'une grande majorité des œuvres cinématographiques et documentaires qui concernent le Cambodge mais aussi à celle de jeunes talents cambodgiens dont Kavich Neang (Where I go) ou encore Davy Chou pour son premier film Le Sommeil d'or (2011), qui revient sur ce qu'était le cinéma cambodgien avant 1975.
Il a produit Le Temps des aveux, film de Régis Wargnier en 2014 et, en 2017, celui de Jeanne Labrune, intitulé Le Chemin, ainsi que D'abord, ils ont tué mon père, réalisé par Angelina Jolie.
En 2019, il est le producteur exécutif du film Freedom  réalisé par Rodd Rathjen, qui raconte l'histoire d'un adolescent cambodgien décidé à rejoindre l'Eldorado que représente la Thaïlande, mais dont le destin croise celui d'un marchand d'esclaves, ce qui va remettre en question ses espoirs.

### Honneurs
- 2011 : Docteur honoris causa de l'université Paris-VIII[16]

## Centre d'archives Bophana
Parallèlement à ses films, Rithy Panh est à l'origine de la création du Centre Bophana, à Phnom Penh, un centre de ressources audiovisuelles inauguré le 4 décembre 2006 et qui permet au public cambodgien de consulter les archives collectées sur le Cambodge aux formats vidéo, audio ou photographique. Le Centre est nommé Bophana en hommage à l’héroïne du film homonyme de Rithy Panh, et qui fut l'une des nombreuses victimes du centre de torture Tuol Sleng, dit S21, sous le régime des Khmers rouges.

## Style et thématiques
L'œuvre de Rithy Panh est imprégnée du travail de mémoire et de la douleur des survivants du régime de Pol Pot et tente de retrouver la culture cambodgienne à travers le cinéma.
Cette conception, importante autant pour le cinéma que pour le Cambodge et sa culture, semble lui faire penser, dans une interview réalisée en novembre 2005, que le cinéma pourrait permettre aux Cambodgiens de se « réapproprier leur identité et leurs racines », à travers le geste et la mise en scène du réel[réf. souhaitée].
Cette ambition, déjà à l’œuvre dans S21, la machine de mort khmère rouge, passe par le geste. Dans la même interview, Panh se dit intéressé par le fait que le corps humain intègre des gestes, au point qu’ils deviennent des automatismes. C'est ce qu'il montre dans S21 en refaisant faire aux gardiens de Tuol Sleng leurs gestes d'alors. Cette mise en scène, non jouée par des comédiens, permet de refaire vivre ce qui n’est plus ; en l'occurrence, en filmant ces gardiens reproduisant ces gestes, les prisonniers sont comme présents, virtuellement. Panh ajoute qu'il a failli sacrifier son film, car s'il s'était approché un peu plus du gardien, il aurait marché sur les prisonniers, et se serait donc trouvé du côté des Khmers rouges.

## Filmographie
Sauf indication contraire, les informations proviennent de la page de l'Internet Movie Database consacrée à Rithy Panh.

### Cinéma

#### Réalisateur
- 1988 : Le Passé imparfait
- 1989 : Site 2 - Aux abords des frontières
- 1991 : Cambodia, entre guerre et paix (en)
- 1994 : Les Gens de la rizière
- 1995 : La Famille Tan
- 1996 : Bophana, une tragédie cambodgienne (en)
- 1997 : Un soir après la guerre[19]
- 1997 : 10 films contre 110 000 000 de mines (court métrage)
- 1998 : Van Chan, une danseuse cambodgienne
- 1999 : La Terre des âmes errantes[20]
- 2002 : S21, la machine de mort khmère rouge
- 2003 : Les Gens d'Angkor
- 2005 : Les Artistes du théâtre brûlé
- 2007 : Le papier ne peut pas envelopper la braise[21]
- 2008 : Un barrage contre le Pacifique
- 2011 : Duch, le maître des forges de l'enfer[22],[23],[24]
- 2013 : L'Image manquante[25],[26]
- 2015 : La France est notre patrie[27],[28],[29].
- 2016 : Exil
- 2018 : Les Tombeaux sans noms Prix spécial du jury et Bayard de la meilleure photographie au festival international du film francophone de Namur 2018[30].
- 2020 : Irradiés
- 2022 : Everything Will Be OK Ours d'argent de la meilleure contribution artistique à la Berlinale 2022.
- 2024 : Rendez-vous avec Pol Pot

#### Acteur
- 2003 : Holy Lola de Bertrand Tavernier - Monsieur Khieu[31]

### Télévision
- 1990 : Cinéastes de notre temps : Souleymane Cissé
- 2000 : Que la barque se brise, que la jonque s’entrouvre (téléfilm)
- 2011 : Gibier d'élevage (téléfilm)

### Autres distinctions
- 2007 : Prix France Culture Cinéma[32]
- 2014 : IDA Awards : Preservation and Scholarship Award
- 2015 : meilleur réalisateur de l'année, décerné par l'Anvaya[33]

## Publications
- Avec Christine Chaumeau, La Machine khmère rouge : Monti Santésok S-21, Paris, Flammarion, 2003, 307 p. (ISBN 978-2-08-068467-7, présentation en ligne)
- Avec Louise Lorentz, Le papier ne peut pas envelopper la braise, Paris, Grasset, coll. « Documents français », 2007, 319 p. (ISBN 978-2-246-71001-1, présentation en ligne)
- Avec Christophe Bataille, L’Élimination, Paris, Grasset, coll. « Littérature française », 2012, 336 p. (ISBN 978-2-246-77281-1) Prix Essai France Télévisions 2012[34]
Prix Aujourd'hui 2012
Prix Joseph-Kessel 2012
Prix livre et droits de l'homme de la Ville de Nancy, 2012[35]
Grand prix des lectrices de Elle 2013
- Avec Christophe Bataille, L’Image manquante, Paris, Grasset, coll. « Littérature française », 2013, 72 p. (ISBN 978-2-246-81026-1)
- Avec Christophe Bataille, La Paix avec les morts, Paris, Grasset, coll. « Littérature française », 2020, 180 p. (ISBN 978-2-246-81324-8)